# Kloster der Augustinerterziarinnen (Königsberg)
Das Kloster der Augustinerterziarinnen war ein Kloster der Terziarinnen der Augustinereremiten in Königsberg in Bayern in der Diözese Würzburg. Es wurde 1380 durch fränkische Edeldamen gegründet; es wurde 1524 aufgelöst. Das Haus Kirchgasse 4, das dem Orden gehörte, enthielt neben großen Festräumen auch mehrere kleine Zellen, die um 1850 noch bestanden.